# Киевская духовная академия

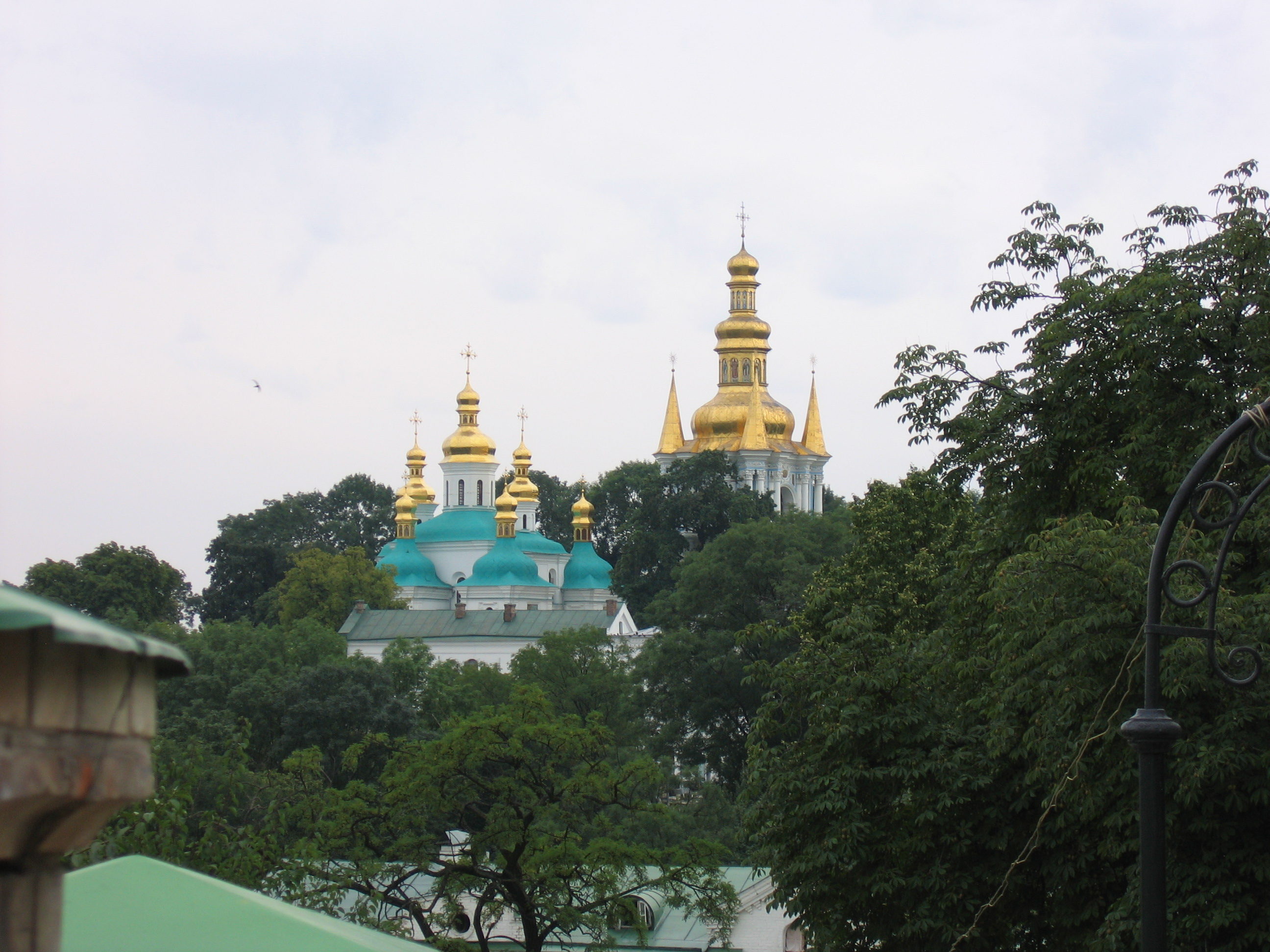
Академическая церковь Киевской духовной академии

Ки́евская духо́вная акаде́мия (укр. Київська духовна академія) — старейшее высшее учебное заведение Украинской православной церкви, находящееся в Киеве. История восходит к началу XVII века, когда Киевская митрополия была в юрисдикции Константинопольского патриархата. Её преподаватели сыграли ключевую роль в становлении высшего образования в России в середине XVII века.

## История

### Киевская братская школа (1615—1631)
Первоначально, в 1615 году, архимандритом Елисеем Плетенецким в Богоявленском монастыре была учреждена Киевская братская школа, предназначенная для изучения классических языков, риторики, богословия и некоторых предметов элементарного образования.
Киевский митрополит Пётр Могила объединил эту школу с основанным им училищем; заведение получило впоследствии звание высшего учебного заведения, известного под названием Киево-Могилянской коллегии (1631—1701).

### Киевская (Киево-Могилянская) коллегия (1631—1701)
По своему основному характеру коллегия напоминала иностранные коллегии и академии, в которых обучался сам Могила. Здесь преподавались: языки (славянский, греческий и латинский), пение и элементарная теория музыки (по европейскому образцу), катехизис, арифметика, поэзия, риторика, философия и богословие; ученики делились на восемь классов: аналогия, или фара, инфима, грамматика, синтаксима, пиитика, риторика, философия и богословие. Кроме изучения этих предметов, воспитанники каждую субботу упражнялись в диспутах. Начальствующими лицами были: ректор, префект (инспектор и эконом) и суперинтендант (надзиратель за благочинием воспитанников); из числа деятелей этой коллегии пользуются наибольшею известностью: Иннокентий Гизель, Иоасаф Кроковский, Лазарь Баранович, Иоанникий Голятовский, Антоний Радзивиловский, Гавриил Домецкий, Варлаам Ясинский, св. Димитрий (Туптало), Стефан Яворский, Феофилакт Лопатинский, Феофан Прокопович, св. Иннокентий Кульчинский и Гавриил Буянинский.

### Киево-Могилянская академия (1701—1817)
В 1701 году коллегия переименована в академию, и круг наук расширен: введены языки французский, немецкий и еврейский, естественная история, география, математика; некоторое время преподавались также архитектура и живопись, высшее красноречие, сельская и домашняя экономия, медицина и русская риторика.
Число преподавателей к концу XVIII доходило до 20 и более; в академической библиотеке было более 10000 книг. Богословие с 1759 преподавалось по системе Феофана Прокоповича, риторика — по руководству к красноречию Ломоносова, остальные предметы, главным образом, — по иностранным руководствам.
Внешнее благосостояние академии на первых порах было незавидно. Студенты, число которых доходило до 500, отчасти содержались на монастырские средства, отчасти сами собирали по городу пожертвование деньгами, пищей и дровами; расходились по городам и селам Киевской и Черниговской губерний для сбора подаяний, причём пели священные стихи перед окнами домов. Перед праздниками Рождества Христова и Пасхой ходили со звездой, вертепом и райком. В летнее время собирались в странствующие группы и рассеивались по разным местностям для того, чтобы пением кантов, представлением драм, трагедий и комедий, произнесением стихов и речей, отправлением служб в приходских церквах добывать себе пропитание. Пожертвование от Двора, духовных особ, вельмож и гетманов несколько облегчали участь бедняков; от Генеральной войсковой канцелярии она получала по 200 рублей в год. С конца XVIII века правительство стало ассигновать особые суммы на содержание академии.
Из неё вышло значительное число деятелей на разных поприщах общественного служения: воспитанники её становились учителями в московской Славяно-греко-латинской академии, петербургской Александро-Невской семинарии и Казанской академии; они устроили вновь многие семинарии.
С появлением Московского университета (1755) и Харьковского университета (1805) значение Киево-Могилянской академии стало падать. По распоряжению правительства и указом Синода от 14 августа 1817 года она была закрыта. Одновременно в Киеве учреждалась Киевская духовная семинария.

### Киевская духовная академия (1819—1919)
Киевская духовная академия была открыта «в новом её устройстве» 28 сентября 1819 года на своём историческом месте, в Братском Богоявленском училищном монастыре.
Деятельности Киевской духовной академии и выдающимся учёным-историкам профессорам КДА, проживавшим на Андреевском спуске: Афанасию Булгакову, Степану Голубеву, Петру Кудрявцеву, Фёдору Титову, Александру Глаголеву, Юрию Подгурскому и другим посвящено несколько музейных витрин киевского Музея одной улицы.
В научной среде ведутся споры о том, можно ли считать Киевскую духовную академию правопреемницей Киево-Могилянской академии, так как после реформы 1819 года полностью изменился учебный процесс и из числа старого преподавательского состава был оставлен только один человек.

### Закрытие в годы советской власти
В 1919 году Киевская духовная академия была официально закрыта советской властью. В советское время на её территории располагалось военно-морское политическое училище. Однако ещё несколько лет занятия продолжались в новосозданной Православной Богословской академии, которую возглавил последний ректор КДА протоиерей Александр Глаголев, а преподавателями были оставшиеся в Киеве профессора. Эта академия не имела определённого помещения, занятия проводились на частных квартирах. Сохранились сведения о том, что она существовала ещё в 1925 году. 
После Второй мировой войны в 1947 году митрополит Иоанн (Соколов) предпринял попытку открыть Киевскую православную духовную академию в стенах Киево-Печерской лавры.

## Современная жизнь
После распада СССР и образования независимой Украины, в 1992 году Украинской православной церковью (УПЦ) и Украинской православной церковью Киевского патриархата (УПЦ КП) независимо было образовано два учебных заведения под названием «Киевская духовная академия», про каждое из которых было объявлено, что оно является правопреемником Киевской духовной академии, закрытой советской властью в 1919 году. Впоследствии Киевская духовная академия УПЦ КП была названа «Киевской православной богословской академией».

### Киевская духовная академия (УПЦ МП)
Расположена на территории Киево-Печерской лавры.
Ректором академии с 31 мая 2007 года по 21 декабря 2017 года являлся Антоний (Паканич), митрополит Броварской, управляющий делами Украинской православной церкви.
21 декабря 2017 года ректором Киевской духовной академии и семинарии назначен Сильвестр (Стойчев), епископ Белогородский.
Печатные издания: «Труды Киевской духовной академии» и студенческий журнал «Академический летописец».

### Киевская православная богословская академия (ПЦУ)
Расположена на территории Михайловского Златоверхого монастыря.
Ректоры
- Даниил (Чокалюк) (1992—2000)
- Димитрий (Рудюк) (2000—2010)
- Епифаний (Думенко) (2010—2018)
- Александр Трофимлюк[укр.] (с 5 февраля 2019)

## Ректоры
- Моисей (Антипов-Богданов) (1819—1823)
- Мелетий (Леонтович) (1824—1826)
- Кирилл (Куницкий) (1827—1828)
- Платон (Березин) (1828)
- Смарагд (Крыжановский) (1828—1830)
- Иннокентий (Борисов) (1830—1839)
- Иеремия (Соловьёв) (1839—1841)
- Димитрий (Муретов) (1841—1850)
- Антоний (Амфитеатров) (1851—1858)
- Израиль (Лукин) (1858—1859)
- Иоанникий (Руднев) (1859—1860)
- Филарет (Филаретов) (1860—1877)
- Михаил (Лузин) (1877—1883)
- Сильвестр (Малеванский) (1883—1898)
- Димитрий (Ковальницкий) (1898—1902)
- Платон (Рождественский) (1902—1907)
- Феодосий (Олтаржевский) (1907—1910)
- Иннокентий (Ястребов) (1910—1914)
- Василий (Богдашевский) (1914—1917)
- Пётр Влодек (1988—1991)
- Александр Кубелиус (1992)
- Николай Забуга (1994 — 31 мая 2007)
- Антоний (Паканич) (31 мая 2007 — 21 декабря 2017)
- Сильвестр (Стойчев) (c 21 декабря 2017)

## Инспекторы
- Нил (Исакович) (1828—1830)
- Иеремия (Соловьёв) (1830—1834?)
- Григорий (Миткевич) (1838)
- Димитрий (Муретов) (1838—1841)
- Иоанникий (Горский) (1841—1846)
- Феофан (Авсенев) (1846—1850)
- Иоанникий (Руднев) (1856—1858)
- Корольков, Иван Николаевич
- Димитрий (Ковальницкий) (1895—1898)
- Василий (Богдашевский) (1909—1913)